# Marañón (rijeka)
Marañón (špa. Río Marañón) je rijeka u Južnoj Americi, koja izvire u Peru oko 160 km sjeveroistočno od grada Lime, protječe kroz Kordiljere, te spajanjema s rijekom Ucayali, formira rijeku Amazonu.
Rijeka Marañón protječe kroz brojne klance, puna je brzaka i vodopada, te nije plovna. Neke od brojnih pritoka su rijeke Paccha, Chamaya, Chinchipe, Cenepa, Santiago, Moroña, Pastaza, Nucuray, Urituyacu, Chambira, Río Tigre, Utcubamba,  Imaza, Nieva, Apaga, Río Huallaga, Samiria.

## Vanjske poveznice
|  | Zajednički poslužitelj ima još gradiva o temi Marañón (rijeka) |